# ケネディ家の呪い
ケネディ家の呪い（ケネディけののろい、英: Kennedy tragedies, Kennedy Curse）は、ケネディ家の人々を襲う一連の悲劇を指してしばしば使われる言葉である。

## 概要
ケネディ家に次々と起こる不幸を、ある人々は「呪い」と呼ぶ。一族の数人は普通の死に方をしておらず、そのうち最も有名なのはジョンとロバートで、二人はそれぞれ1963年と1968年に銃で暗殺された。ジョンJrは1999年に妻と義姉と共に飛行機事故で死亡した。
こうした呪いの存在は次のような反論も受けている。つまりこれらの悲劇の多くは、あらかじめ避けることもできた無謀な行い（飲酒運転、万全と言えない状態での飛行機の操縦、軍人や政治家のような戦死や暗殺の危険にさらされる職業を選んだこと）によって起こされたというのである。ケネディ家の記録からそうした事件を取り除いたならば、あのような大家族にありがちな、癌や流産など、普通の年譜と同じようになるだろうというわけである。またさらに、呪いという考えは迷信であり、不安を煽ってネタを作るマスメディアによって作られ助長されたものだと言う者もいる。

## 年表
呪いを信じる者は一般に、一族の不運の証拠として次の主だった事件を挙げる。なお、人物関係の起点はジョン(JFK)を基準とする。

### 1940年代
1941年 -  ローズマリー・ケネディ（ジョンの妹）
知的障害だった彼女は、長じると暴力性が出現し悪化したため、当時暴力性をなくす唯一の治療法として脚光を浴び（8年後にはノーベル賞を授与されることになる）ていたロボトミー手術を、父親ジョセフは母親ローズに言わずに、彼女に受けさせた。
この手術は彼女の認知能力をさらに損い、結果として、彼女は2005年に没するまで施設で過ごすことになった。
1944年8月12日 - ジョセフ・P・ケネディ・ジュニア（ジョンの兄）
第二次大戦中、イギリス東部で危険な飛行任務に従事している最中、飛行機の空中爆発で戦死した。
1948年5月13日 - ハーティントン侯爵未亡人キャスリーン・キャヴェンディッシュ（ジョンの妹）
飛行機事故によって、同伴者の第8代フィッツウィリアム伯爵ピーター・ウェントワース＝フィッツウィリアム (en) と共にフランスで死亡した。

### 1950年代
1956年8月23日 - アラベラ・ケネディ（ジョンの娘）
ジョンの妻・ジャクリーンは娘を産むが、死産だった。
赤ん坊に名前は無く、アーリントン国立墓地にて両親の隣に「娘」と記され葬られたが、その後の調べで、ケネディ夫妻は彼女にアラベラと名付けるつもりだったことが分かった。

### 1960年代
1963年8月9日 - パトリック・ブーヴィエ・ケネディ（ジョンの息子）
出産予定日から6週間ほど早産で生まれ、2日後に新生児呼吸窮迫症候群のため死亡した。
1963年11月22日 - アメリカ合衆国第35代大統領ジョン・F・ケネディ
アメリカ合衆国大統領ジョン・F・ケネディは、テキサス州ダラスでリー・ハーヴェイ・オズワルドに暗殺された。
1964年6月19日 - アメリカ合衆国上院議員エドワード・ケネディ（ジョンの弟）
飛行機事故に遭い、同僚の上院議員バーチ・エヴァンズ・バイ2世 (en) によって機の残骸から引き出され、負傷した背中、気胸、肋骨骨折、内出血を治療するため数週間入院した。
補佐官とパイロットは死亡。
1968年6月6日 -  ロバート・ケネディ（ジョンの弟）
カリフォルニアでの民主党の大統領予備選挙に勝利した直後、ロサンゼルスでサーハン・ベシャラ・サーハンに暗殺された。
1969年7月18日 - エドワード・ケネディ
彼の運転する自動車がマーサズ・ヴィニヤードに架かる橋から転落し、同乗していたマリー・ジョー・コペクニが溺死するというチャパキディック事件が起こった。
7月25日には、彼はテレビで「事故の夜、何らかの恐ろしい呪いが本当に全てのケネディ一族に降りかかるのか、疑問に思っていた」と述べた。

### 1970年代
1973年 - ロバート・ケネディ・ジュニア（ロバートの息子）
マリファナ所持の罪で起訴。
1973年8月13日 - ジョセフ・パトリック・ケネディ2世 （ロバートの息子）
彼の運転する自動車が事故に遭い、同乗者の一人パム・ケリーは麻痺の後遺症が残った。
1973年11月17日 -  エドワード・ケネディ・ジュニア（エドワードの息子）
骨腫瘍のため、右足の一部を切除された。この時12歳。

### 1980年代
1983年 - ロバート・ケネディ・ジュニア
ヘロイン所持で逮捕。2年の保護観察と1500時間の社会奉仕の判決を受け、薬物リハビリセンターへ入院。
1984年4月25日 - デヴィッド・アンソニー・ケネディ（ロバートの息子）
フロリダ州パームビーチのホテルの一室で、ペチジンとコカインの過剰摂取により死亡。

### 1990年代
1991年 - ウィリアム・ケネディ・スミス
強姦容疑をかけられたが、全ての容疑について無罪となった。
1997年12月31日 - マイケル・ルモアーヌ・ケネディ
コロラド州アスペンにおいて、スキー事故で死亡。
1999年7月16日 ジョン・F・ケネディ・ジュニア
操縦していた軽飛行機 Piper PA-32R (en) が誤ってマーサズ・ヴィニヤード沖の大西洋上に墜落し、死亡。
同乗していた妻のキャロリン、義姉も死亡している。。

### 2000年代
該当なし。

### 2010年代
2011年9月16日 - カラ・ケネディ
スポーツクラブでワークアウト後に心臓麻痺で死亡。
2012年5月16日 - メアリー・リチャードソン・ケネディ（ロバート・ケネディJrの妻）
夫から離婚を求められ、アルコール中毒と薬物乱用に苦しんだのち自殺。
2019年8月1日 - シアーシャ・ケネディ・ヒル（メアリー・コートニー・ケネディの娘でロバート・ケネディの孫娘）
ケネディ・コンパウンドで薬物過剰摂取で死亡。

### 2020年代
2020年4月6日 - メイヴ・マッキーン（ロバート・ケネディの孫娘）
カヌーで出た岸から、約4キロ離れた海中で遺体で見つかる。同船していた8歳の息子は行方不明。

## 関連書籍
- 越智道雄『ケネディ家の呪い』（イースト新書）